# Pfarrkirche Steyr-St. Anna

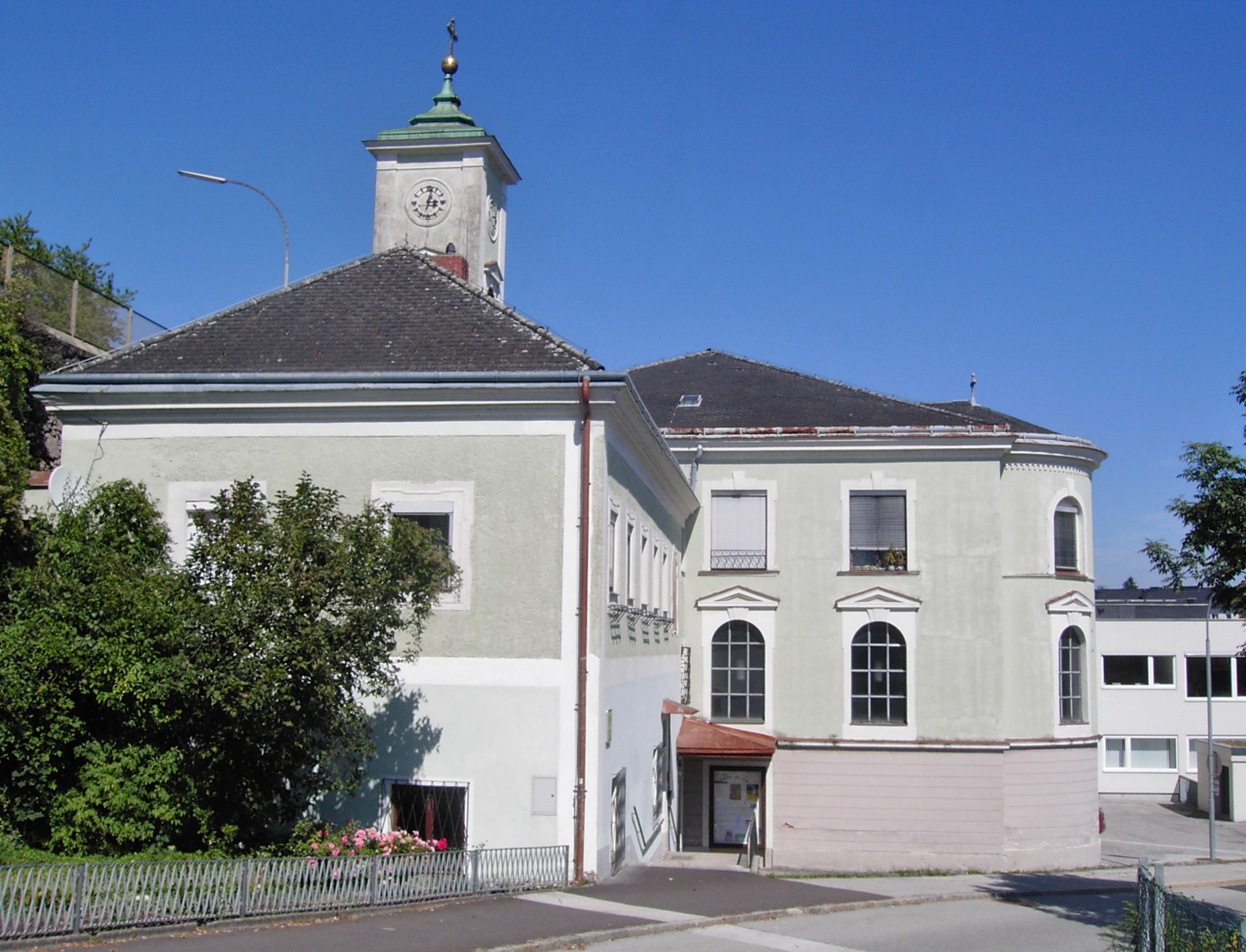
Katholische Pfarrkirche hl. Anna in Steyr

Die römisch-katholische Pfarrkirche Steyr-St. Anna steht im Stadtteil Annaberg in der Gemeinde Steyr im Bezirk Steyr-Stadt in Oberösterreich. Sie ist der heiligen Anna geweiht und gehört zum Dekanat Steyr in der Diözese Linz. Das Bauwerk steht unter Denkmalschutz (Listeneintrag).

## Architektur

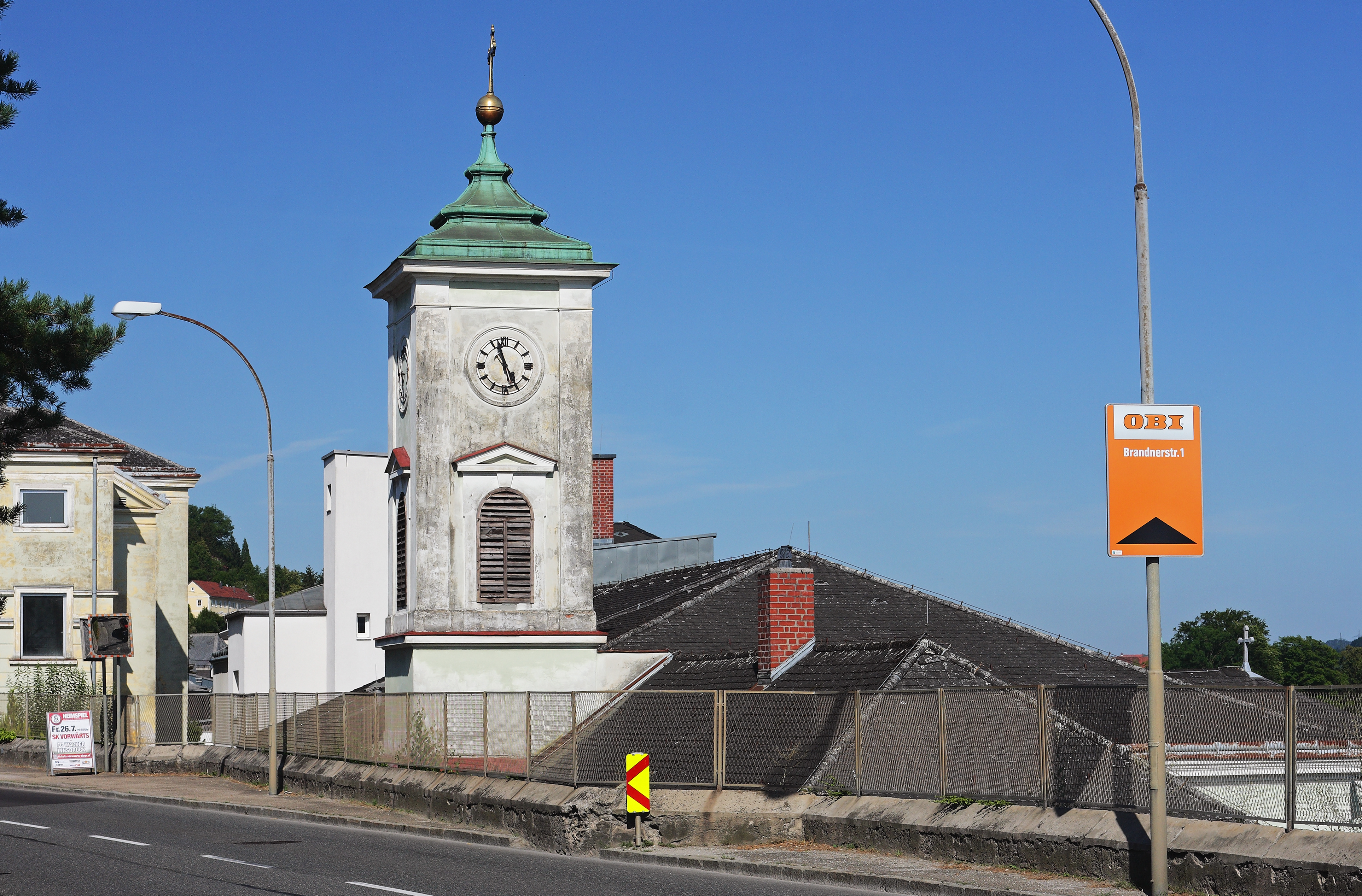
Blick von der Sierninger Straße (B 122) auf den Turm

Bei dem Gebäudekomplex handelt es sich um ein zweigeschoßiges Pfarrerstöckl mit östlich angebauter Anna-Kapelle, die um 1755 errichtet wurde. Das Pfarrerstöckl hat ein abschließendes Walmdach, an der Längsfassade ist es im Obergeschoß sechs-, an der Querfassade zweiachsig. Das Erdgeschoß ist glatt verputzt, zwischen den Geschoßen sind Putzfaschen. Das Obergeschoß ist rieselverputzt, durch vertikale Faschen werden die Gebäudekanten betont. Im Erdgeschoß unter dem linken fünften Obergeschoßfenster ist ein rechteckiges Oberlichtportal mit Wabenvergitterung. Die Obergeschoßfenster haben Putzumrahmungen. An der Längsfassade rechts im Obergeschoß ist ein Hausbild mit Heiligendarstellungen mit barocker Umrahmung. Der Fassadenabschluss erfolgt durch reich profiliertes Traufgesims. Die Annakapelle ist ein hoher schmaler Bau mit eingezogener Rundapsis – zwei Achsen sind vorspringend. Das heutige Erscheinungsbild stammt vom Umbau 1887. Der Sockelbereich ist genutet, im Hauptgeschoß sind große Rundbogenfenster mit flachen Dreiecksgiebeln. Im Obergeschoß sind eckige Fenster mit Putzfaschen und mittigem Keilstein, an der Apsis ist ein Rundbogenfenster. Im Norden erhebt sich ein schlanker zweigeschoßiger Glockenturm, im ersten Turmgeschoß sind rundbogige Schallfenster mit Dreiecksverdachungen, im Obergeschoß sind runde Uhren. Der Turmabschluss erfolgt durch ein mehrfach gebrochenes Zeltdach mit abschließendem Turmkreuz.